# Vinzenz von Valencia

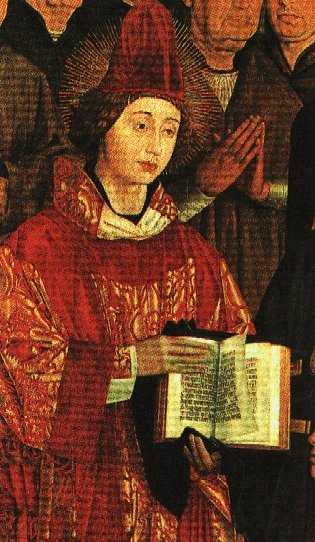
Vinzenz von Valencia in einem nicht zeitgenössischen Gemälde

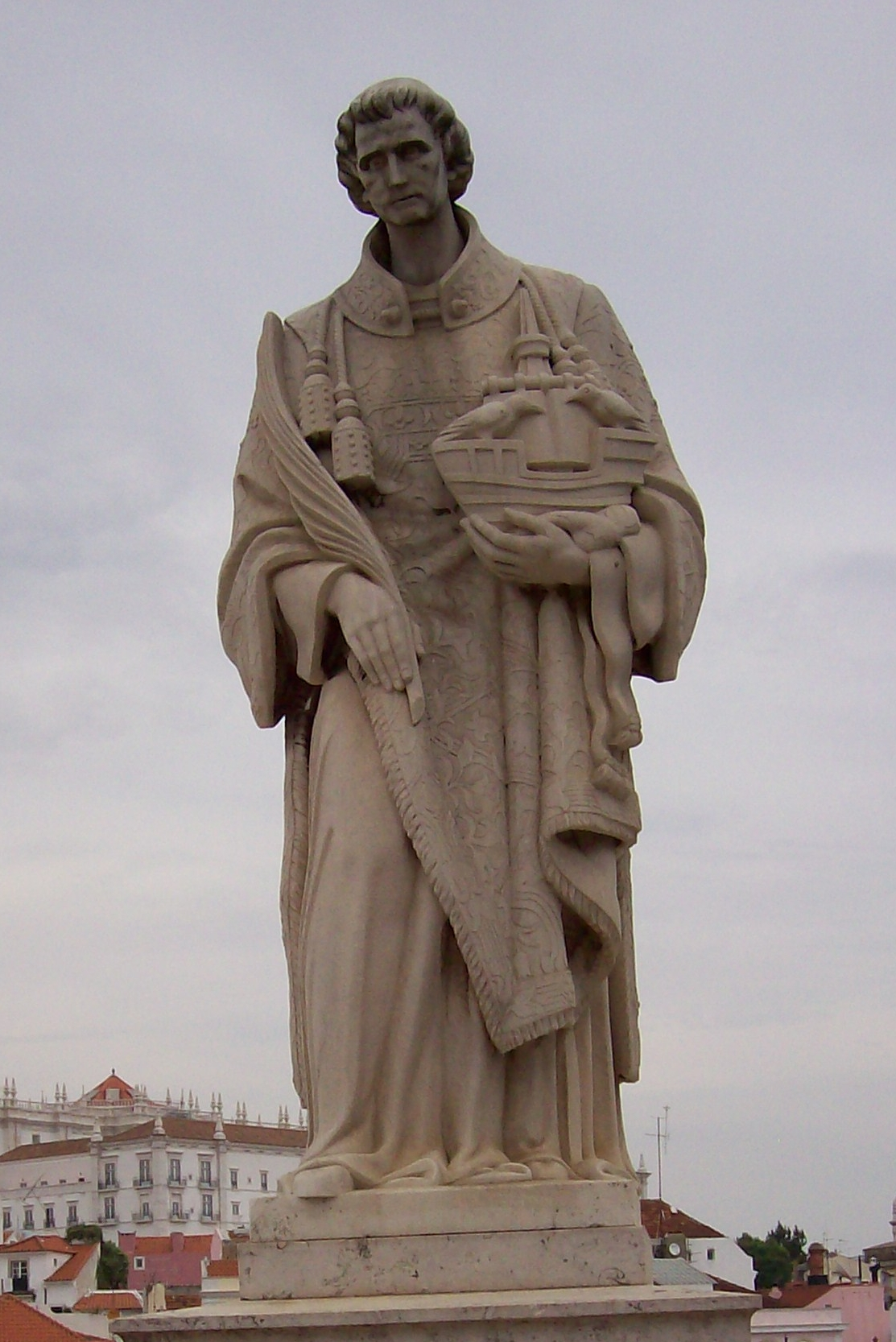
Statue von Vinzenz in Lissabon

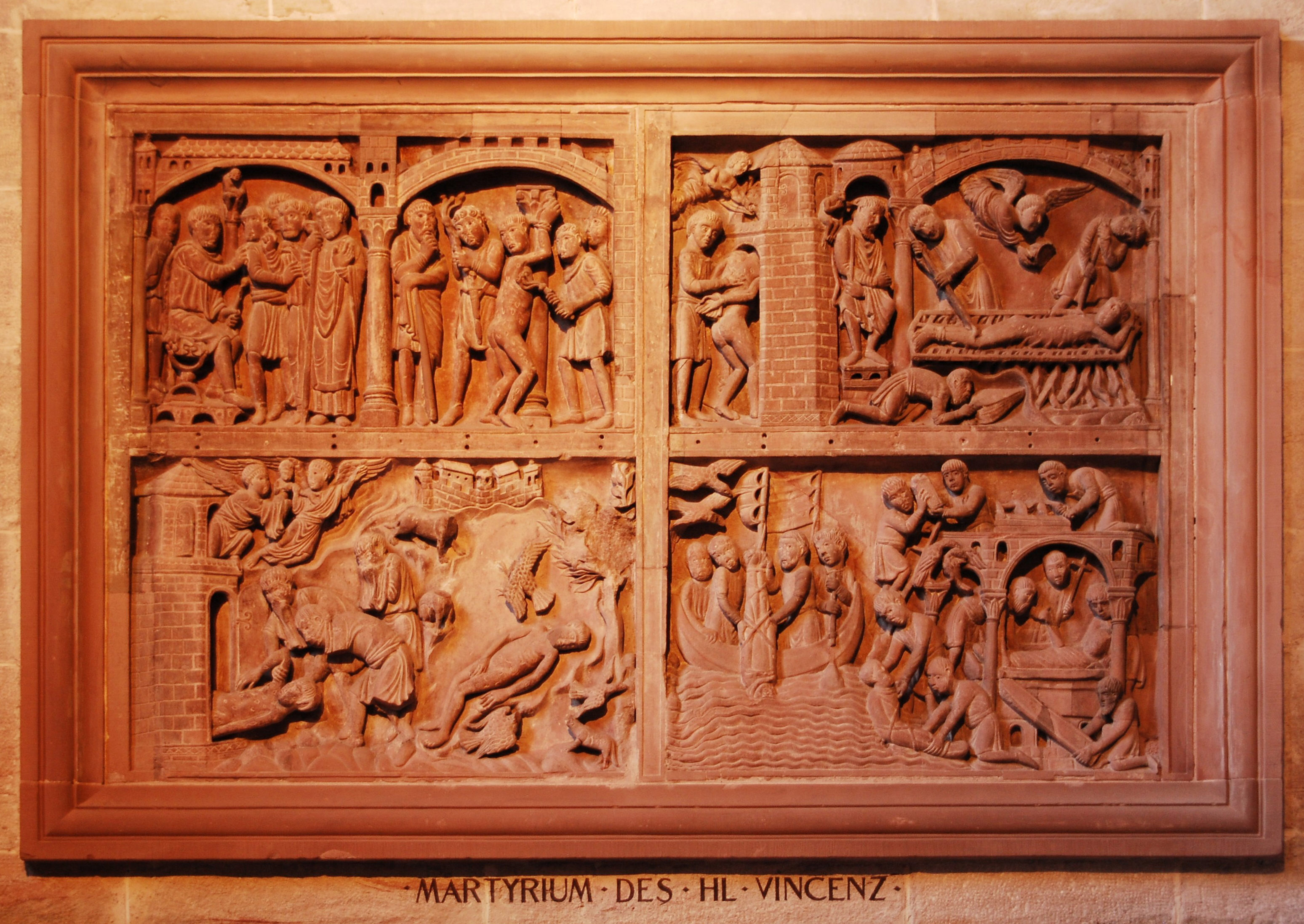
Darstellung des Vincenz-Martyriums im Basler Münster

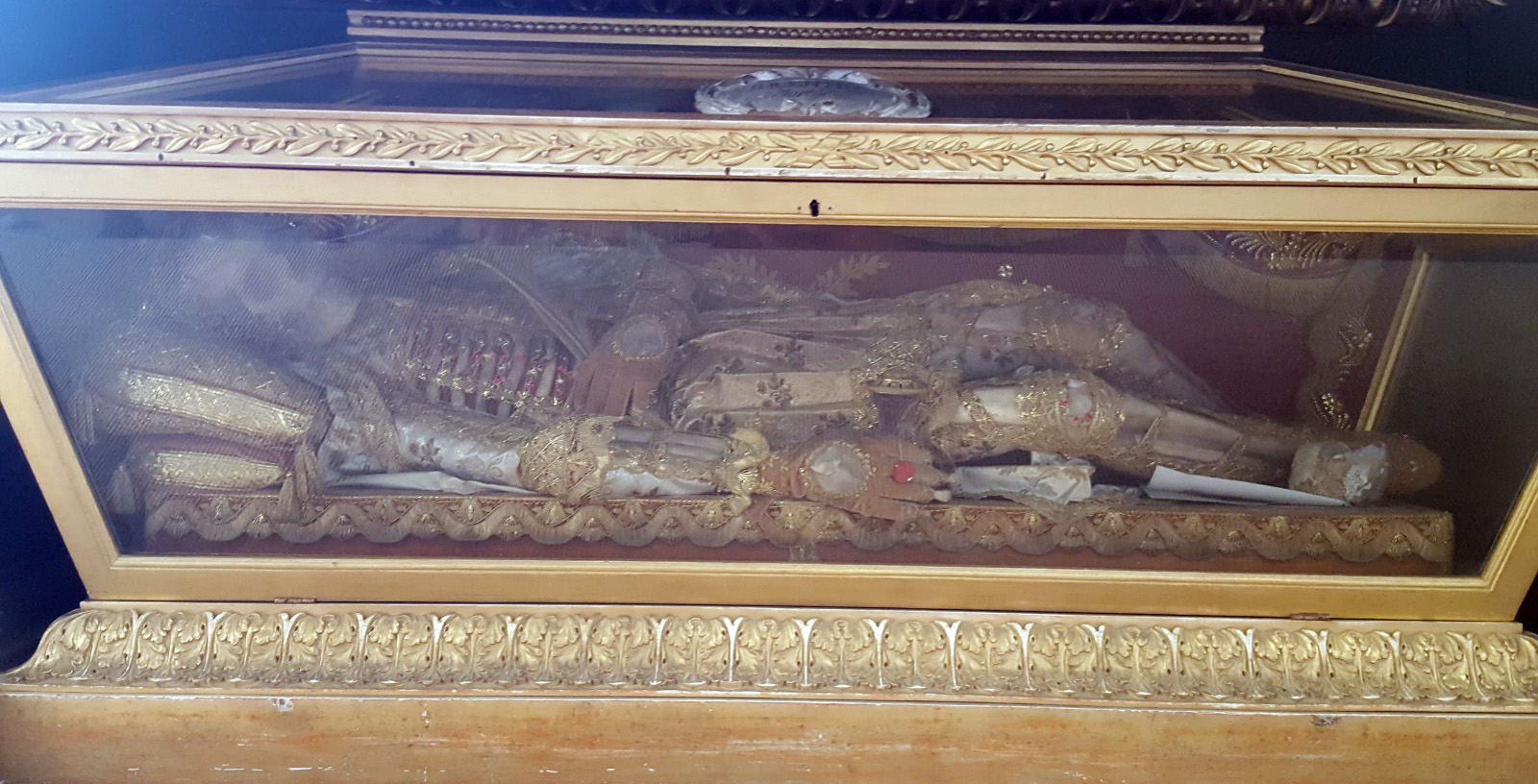
Reliquien des Heiligen Vincent im Schloss Persenbeug

Wappen von Ramsau bei Berchtesgaden

Vinzenz von Valencia, auch Vinzenz von Saragossa (* in Osca, römische Provinz Tarraconensis; † um 304 in Valentia) war ein Märtyrer in Hispanien.

## Leben
Vinzenz war der Legende nach Diakon des greisen Bischofs Valerius von Saragossa. Datianus, der Statthalter der Provinz Tarraconensis, ließ die beiden zur Zeit der Christenverfolgungen unter Kaiser Diokletian verhaften. Beide wurden in Valencia gefoltert: Man warf Vinzenz nackt in einen dunklen Turm, legte ihn mit zerdehnten Gliedern und von Haken zerrissen auf einen glühenden Rost, bis er schließlich auf einem Glasscherbenlager starb. Dabei trösteten ihn angeblich Engel und machten ihm den Rost und das Marterbett zu einem zarten Blumenlager. Aus Zorn verweigerte der Statthalter die Beerdigung – er sollte von Hunden und Vögeln gefressen werden. Die Leiche, auf freiem Feld den Tieren ausgesetzt, wurde von Engeln bewacht und von zwei Raben verteidigt. Daraufhin wurde er in eine Ochsenhaut eingenäht und mit einem Mühlstein beschwert ins Meer versenkt. Die Wellen spülten ihn jedoch an Land, wo er von einer frommen Witwe gefunden und bestattet wurde.
Schon im 4. Jahrhundert wird die Verehrung von Paulinus von Nola und Augustinus von Hippo besonders erwähnt. Vinzenz’ Gebeine wurden 1160 von Valencia nach Lissabon übertragen. Eine Armreliquie befindet sich in der Kathedrale von Valencia. Der Gedenktag gilt als die Mitte des Winters.
Er ist der Schutzpatron von Portugal. Darüber hinaus gilt er unter anderem als Patron der Holzfäller, Seeleute, Dachdecker und Töpfer, des Federviehs und der Kaffeehäuser, außerdem als Beistand bei Körperschwäche und als Helfer zur Wiedererlangung gestohlener Sachen. Im Burgund wird sein Gedenktag in der Winzerschaft stark gewürdigt. Das Fest Saint-Vincent tournante gilt mittlerweile als Tourismusattraktion.
Nach ihm ist die Karibikinsel St. Vincent benannt, da Christoph Kolumbus sie am Gedenktag des Heiligen entdeckte.

## Gedenktag
- Katholisch: 22. Januar (Nicht gebotener Gedenktag im Allgemeinen Römischen Kalender)
- Evangelisch: 22. Januar (Gedenktag im Evangelischen Namenkalender)
- Anglikanisch: 22. Januar
- Orthodox: 11. November

## Bauernregeln
Auf den Gedenktag des Heiligen am 22. Januar beziehen sich zahlreiche Bauernregeln:
- Beim heiligen Vincentius gibt’s neuen Frost oder Winterschluss.
- An St. Vinzent, da hat der Winter noch kein End’.
- Kommt Sankt Vinzenz tief im Schnee, bringt das Jahr viel Heu und Klee.
- Wenn Agnes und der Vinzenz kommen, wird neuer Saft im Baum vernommen. (→ 21. Januar)
- An dem Tag Vinzenzius jede Rebe treiben muss.
- Wie’s Wetter am St. Vinzenz war, so kann’s auch sein das ganze Jahr: Schönes Wetter bringt Gewinn, drum merk’ den Tag in deinem Sinn.
- An Vinzenzi voller Sonnenschein lässt uns hoffen auf Korn und Wein // … bringt uns reichlich Korn und Wein // … bringt dem Winzer guten Wein,
- Vinzenzi Schein bringt viel Wein.
- Scheint die Sonne an Vinzenzi blass, mit gutem Wein füllt sie das Fass.
- Hat der Vinzenz Wasserflut, ist es für den Wein nicht gut; schüttet es gar in die Wann’ – o weh, wie wird er dann?
- Geht der Vinzenz im Schnee, gibt es viel Heu und Klee.

 Info: Alle Bauernregeln aus diesem Artikel wurden aus der Liste von Bauernregeln kopiert.

## Sonstiges
Vinzenz von Valencia ist Namensgeber der Katholischen Universität Valencia Sankt Vinzenz der Märtyrer.